# Tessaoua
Tessaoua – miasto w Nigrze, w regionie Maradi, w departamencie Tessaoua. W 2013 roku liczyło 47 332 mieszkańców (dane szacunkowe). Stanowi ośrodek przemysłu spożywczego. Znajduje się tu również port lotniczy Tessaoua.

## Miasta patnerskie
- Conflans-Sainte-Honorine